# 모래무지속
모래무지속(학명: Pseudogobio)은 잉어과 물고기 속의 하나로, 구성된 어종은 모두 동아시아에 분포한다.

## 하위 종
다음 5종이 학계에 기재되었다.
- 모래무지 (P. esocinus)
- 양쯔강모래무지 (Pseudogobio banggiangensis)
- 베트남모래무지 (Pseudogobio guilinensis)
- 일본모래무지 (Pseudogobio polystictus)
- 중국모래무지 (Pseudogobio vaillanti)

## 참고 문헌
- (영어) Froese, Rainer, and Daniel Pauly, eds. (2006). 어류 정보 사이트 FishBase. {{{속}}}에 속한 종. 2006년 4월 판